# Youcef Reguigui
Youcef Reguigui, né le 9 janvier 1990, est un coureur cycliste algérien. Il a notamment fait partie du Centre mondial du cyclisme au même titre que l'Érythréen Daniel Teklehaimanot ou encore le Tunisien Rafaâ Chtioui. En 2011, il a été sacré, pour la première fois de sa carrière Champion d'Algérie sur route chez les élites et chez les espoirs puisqu'il avait moins de 23 ans.

## Biographie
Youcef Reguigui naît le 9 janvier 1990 en Algérie.
De 2009 à 2010, il fait partie du Centre mondial du cyclisme. 
Il court pour l'équipe Groupement Sportif Pétrolier Algérie de 2011 à 2012, puis entre dans l'équipe continentale professionnelle MTN-Qhubeka en 2013. 
En 2015, il remporte la 7e étape du Tour de Langkawi et son classement général. En fin de saison il prolonge le contrat qui le lie à son employeur. En 2015 et 2017, il participe à deux reprises au Tour d'Espagne.
À l'issue de la saison 2017, il n'est pas conservé par l'équipe Dimension Data et s'engage avec l'équipe continentale Sovac-Natura4Ever de Geoffrey Coupé.
Pour la saison 2019, il est engagé par l'équipe continentale malaisienne Terengganu.
Il remporte au sprint la cinquième étape de la Tropicale Amissa Bongo en janvier 2020.

## Palmarès et classements mondiaux

### Palmarès sur route
- 2009[1]
  - 2e du Tour d'Alger
- 2010
  - Prologue du Grand Prix international d'Alger
  - Prix de Cuiseaux[6]
  - Challenge Spécial Ramadan
  - 3e étape du Tour des aéroports
- 2011
  -  Champion d'Algérie sur route
  -  Champion d'Algérie sur route espoirs
  - Grand Prix des Carreleurs
  - 3e étape du Tour d'Algérie
  - 7e étape du Tour du Faso
  - 2e du Challenge du Prince - Trophée de la maison royale
  - 3e du ZLM Tour
  - 3e du Challenge du Prince - Trophée de l'anniversaire
  - 3e du Tour du Loiret
  -  Médaillé de bronze de la course en ligne des Jeux panarabes
  - 5e du championnat d'Afrique sur route
- 2012
  -  Champion d'Algérie sur route espoirs
  - Grand Prix de Tipasa
  - Prix des Vins Henri Valloton
  - 2e étape du Toscane-Terre de cyclisme
  - Classement général du Heydar Aliyev Anniversary Tour
  - 2e et 4e étapes du Challenge Spécial Ramadan
  - 2e du championnat d'Algérie du contre-la-montre espoirs
  - 3e du championnat d'Algérie sur route
  - 3e du Challenge Spécial Ramadan
- 2013
  -  Champion arabe sur route
  -  Champion arabe du contre-la-montre par équipes (avec Azzedine Lagab, Abdelmalek Madani et Fayçal Hamza)
  - 1re et 2e étapes du Challenge Spécial Ramadan
  - 4e étape du Sharjah International Cycling Tour
  - 2e du Sharjah International Cycling Tour
- 2014
  - 2e étape du Tour de Chlef
  - 3e étape du Tour de Tipaza
  - 3e étape du Tour d'Azerbaïdjan
- 2015
  - Tour de Langkawi :
    - Classement général
    - 7e étape

  - 1re étape du Tour de Chlef
- 2016
  - Tour de Chlef II :
    - Classement général
    - 2e étape

  -  Médaillé d'argent du championnat d'Afrique sur route
- 2017
  -  Champion d'Algérie sur route
  - Tour de la Wilaya de Blida
  - 2e du championnat d'Algérie du contre-la-montre
- 2018
  -  Champion arabe sur route
  -  Champion d'Algérie sur route
  - Circuit Aïn Defla
  - 2e et 4e étapes du Tour international des Zibans
  - 1re étape du Grand Prix d'Alger
  - 1re étape du Tour de la Pharmacie Centrale
  - 4e, 5e et 7e étapes du Tour d'Algérie
  - 2e, 3e et 4e étapes du Tour du Sénégal
  - 2e de l'UCI Africa Tour
  -  Médaillé de bronze du championnat d'Afrique du contre-la-montre par équipes
- 2019
  -  Champion d'Algérie du contre-la-montre
  -  Médaillé d'or de la course en ligne aux Jeux africains
  - Tour de Sidi Bel Abbès
  - Challenge du Prince – Trophée de l'Anniversaire
  - Challenge du Prince – Trophée de la Maison royale
  - 2e étape de la Coupe d'Algérie
  - 2e étape du Tour d'Iran - Azerbaïdjan
  - 2e de la Coupe d'Algérie
  -  Médaillé de bronze du championnat d'Afrique sur route
  - 3e du Tour de Kumano
  - 3e du Tour d'Iran - Azerbaïdjan
- 2020
  - 5e étape de la Tropicale Amissa Bongo
- 2021
  -  Médaillé de bronze du championnat d'Afrique sur route
  -  Médaillé de bronze du championnat d'Afrique du contre-la-montre par équipes
- 2022
  -  Médaillé d'argent sur route aux Jeux de la solidarité islamique
- 2023
  -  Champion d'Algérie du contre-la-montre
  - 2e, 8e et 9e étapes du Tour d'Algérie
  - Grand Prix de la ville d'Alger
  - Grand Prix de la Famille Royale
  - Courts Mamouth Classique de l'île Maurice
  -  Médaillé d'argent du contre-la-montre par équipes des Jeux panarabes
  -  Médaillé de bronze de la course en ligne des Jeux panarabes
- 2024
  - 2e et 4e étapes du Tour d'Algérie
  - 2e de la Classique de l'Île Maurice
- 2025
  - 2e étape du Tour de Ghardaïa
  - 9e étape du Tour d'Algérie
  - 3e du Tour d'Algérie
  - 3e du Grand Prix Sonatrach
  - 3e du Grand Prix international de la ville d'Alger
  - 3e du Grand Prix Apollon Temple

### Résultats sur les grands tours

#### Tour d'Espagne
2 participations
- 2015 : 134e
- 2017 : abandon (5e étape)

### Classements mondiaux
| Année                                 | 2011 | 2012 | 2013 | 2014 | 2015  | 2016 | 2017 | 2018 | 2019 | 2020 | 2021 | 2022  | 2023 | 2024  |
| ------------------------------------- | ---- | ---- | ---- | ---- | ----- | ---- | ---- | ---- | ---- | ---- | ---- | ----- | ---- | ----- |
| Classement mondial                    |      |      |      |      |       | 285e | 743e | 223e | 78e  | 225e | 356e | 1749e | 399e | 1020e |
| UCI Europe Tour                       | 606e | 208e | nc   | 382e | 1137e | 757e | nc   | nc   |      |      |      |       |      |       |
| UCI Asia Tour                         | nc   | nc   | nc   | 80e  | 10e   | nc   | nc   | nc   |      |      |      |       |      |       |
| UCI America Tour                      | 326e | nc   | nc   | nc   | nc    | nc   | nc   | nc   | nc   | nc   | nc   | nc    | nc   | nc    |
| UCI Africa Tour                       | 12e  | 30e  | nc   | 188e | nc    | 8e   | 25e  | 2e   | 2e   | 4e   | 10e  | 100e  | 10e  | 71e   |
|                                       |      |      |      |      |       |      |      |      |      |      |      |       |      |       |
| Légende : nc = non classéSource : UCI |      |      |      |      |       |      |      |      |      |      |      |       |      |       |

## Palmarès sur piste

### Championnats d'Afrique
- Le Caire 2021
  -  Médaillé d'argent de la poursuite par équipes (avec Lotfi Tchambaz, Yacine Hamza et Yacine Chalel)